# Ђорђе Букинац
Ђорђе Букинац (Стари Футог, 26. новембар 1880 – 20. јул 1953, Бања Лука) био је један од најугледнијих стручних доктора и оснивач Љекарске коморе Врбаске бановине.

## Биографија
Гимназију је завршио 1899. у Новом Саду, а медицину студирао у Берлину и Бечу, гдје је 1906, докторирао. Говорио је њемачки и дјелимично мађарски језик. Био је ожењен Елзом – Јелисаветом (дјевојачки Фишер), са којом је стекао кћерке Олгу и Драгу. Као аспирант и секундарни љекар радио је у другој медицинској клиници, државној и евангелистичкој болници у Бечу, а љекарску службу у Бањалуци започео је приватном праксом. У државну службу примљен је 1912. године, као градски физикус – љекар опште праксе задужен за здравствену службу града. Учествовао је као љекар добровољац у Другом балканском рату. Први свјетски рат провео је као војни љекар у аустроугарској војсци. Рат је завршио у чину капетана прве класе. Прије и послије Првог свјетског рата, поред послова градског физикуса и приватне праксе, радио је као љекар и у Среској болесничкој благајни у Бањалуци, те у ћумурани у Руднику Лауш. Дужност љекара Самосталне здравствене општине Бањалука обављао је тридесетих година 20. вијека. Био је веома стручан љекар, са великом репутацијом. Посједовао је ординацију у Пашићевој улици број 1, а због рендген апарата су у његову амбуланту свраћали многобројни грађани. У знак признања за његов труд и заслуге за народ и отаџбину, 1929. године одликован је Орденом Светога Саве IV степена.
Осим што је одговорно и стручно обављао посао доктора, Букинац је био један од оснивача Љекарске коморе Врбаске бановине, у којој је обављао многе функције. Уједно је био члан Управног и Надзорног одбора, потпредсједник и предсједник Коморе, а крајем 1932. године и члан Одбора Савеза љекарских комора Краљевине Југославије у Београду.
Предсједник Љекарске коморе Врбаске бановине био је од 1934. до 1938. Букинац је за вријеме Краљевине Југославије био веома ангажован у политичком и друштвеном животу Бањалуке. Био је члан Банског санитетског савјета у Бањалуци, члан Управног одбора Удружења општинских службеника у Бањалуци и један од оснивача Ротари клуба и Српског културног клуба у Бањалуци.
Из државне службе отпуштен је 1941. године, а усташе су га ухватиле и депортовале у концентрациони логор "Јасеновац". Из логора га је спасила супруга, будући да је била Њемица. Остатак рата провео је у избјеглиштву у Београду. Након Другог свјетског рата вратио се у Бањалуку, гдје је радио као градски самостални референт у Градском народном одбору Бањалука, али и као љекар у амбулантно-поликлиничкој установи.
Умро је у Бањалуци 1953. године. Сахрањен је на гробљу Свети Пантелија у Бањалуци. Одликом скупштине Града Бањалука од јануара 2014. једна улица у Бањалуци је названа по др Ђорђу Букинцу.